# Bal du Hamilton Lodge
Le ball du Hamilton Lodge est un bal annuel de travestissement à Harlem, aux États-Unis. Le bal du Lodge en 1869 est le premier drag ball de l'histoire des États-Unis. Le Hamilton Lodge Ball atteint le sommet de sa popularité dans les années 1920 et au début des années 1930, alors que le Harlem Renaissance et Pansy Craze attirent de riches New-Yorkais blancs et des célébrités dans la vie nocturne de Harlem.

## XIXesiècle
En 1842, le Philomathean Institute, une fraternité d'hommes noirs libres, adresse une pétition à l'Ordre indépendant des Odd Fellows pour leur accorder une charte, mais celle-ci est refusée en raison de leur race. Peter Ogden, un marin noir et membre du Grand Ordre Uni britannique des Oddfellows, aide à créer une charte de l'organisation britannique ne faisant pas de discrimination raciale, formant la Philomathean Lodge, no 646 à New York en 1843. Le Grand Ordre Uni des Odd Fellows en Amérique est né.
L'année suivante, le Hamilton Lodge, no 710, est créé en février 1844 à Harlem,. En 1869, pour le 25e anniversaire de la Loge, leur première mascarade et bal civique annuel a lieu au Rockland Palace Banquet Hall & Casino. Il s'agit du premier bal enregistré à Harlem où des hommes s'habillent en femmes et ce serait le premier drag ball aux États-Unis.
Les bals grossirent et dans un article de mars 1886, le New York Freeman décrit le Hamilton Lodge Ball comme « l'événement de la saison ». À peu près à la même époque, les dragballs gagnent en popularité dans d'autres villes des États-Unis, y compris les bals à Washington DC organisés par William Dorsey Swann. Selon l'historien Michael Henry Adams, les bals sont à l'origine organisés par des hommes hétérosexuels ; cependant, ils deviennent un moyen pour les personnes non hétérosexuelles d'apparaître publiquement en travesti.

## Début des années 1900
À mesure que les dragballs gagnent en popularité, des demandes émergent pour enquêter sur d'éventuelles violations de la moralité publique. À New York, le Comité des Quatorze enquête sur les bals et publie un rapport en 1916 décrivant des scènes de « pervers masculins » qui ressemblaient à des femmes,. Néanmoins, ces « Bals des Faggots » ou « Bals des Fées » se poursuivent et des prix sont même décernés au « corps féminin le plus parfait affiché par un imitateur ». Les bals de New York attirent des gens de partout aux États-Unis.

## Années 1920
Dans les années 1920, à l'époque de la prohibition, Harlem connaît une revitalisation culturelle alors que la Renaissance de Harlem marque un essor des arts, de la littérature et de la culture. Dans le même temps, le Pansy Craze à New York suscite un intérêt populaire pour les spectacles de drag. En raison de ces deux phénomènes culturels, le Hamilton Lodge Ball gagne considérablement en popularité, attirant jusqu'à 8 000 danseurs et spectateurs au sommet de sa popularité. Le poète Langston Hughes écrit : « Au plus fort de l'ère New Negro et de l'invasion touristique de Harlem, il était de bon ton pour l'intelligentsia et les dirigeants sociaux de Harlem et du centre-ville d'occuper des loges à ce bal et de regarder d'en haut. à la foule étrangement variée sur la piste de danse ». Les bals participent à l'intégration raciale, et bien que la loi de l'État de New York criminalise le travestissement, les policiers travaillent dans les bals pour arrêter tout fauteur de troubles.
Chad Heap, professeur d'histoire à l'Université George Washington, déclare : « C'est assez étonnant de constater à quel point ces bals étaient répandus. Presque tous les articles de journaux à leur sujet énumèrent 20 à 30 personnes bien connues de l'époque qui sont présentes en tant que spectateurs. une partie largement intégrée de la vie dans les années 1920 et 1930 ». Des reportages contemporains décrivent le Hamilton Lodge Ball comme une « scène de splendeur », avec des citations telles que : « Les femmes masculines et les hommes féminins, comment allez-vous distinguer les coqs des poules ? ».

## Années 1930
Au milieu des années 1930, une forte réaction contre les personnes LGBT se produit pendant la Grande Dépression. Le NYPD, qui dirige les bals dans les années 1920, commence à arrêter les participants pour indécence, vagabondage et usurpation d'identité féminine au milieu des années 1930. À mesure que la réaction culturelle contre la visibilité des LGBT s’intensifie, une panique liée aux crimes sexuels émerge et les homosexuels et les lesbiennes sont considérés comme dangereux pour la société. Malgré cela, le bal de 1936 réunit environ 5 500 participants.
La Harlem Lodge tient son dernier bal le 26 février 1937, décrit comme « un grand rassemblement de danses, d'amour, d'exhibition, de rivalité, de beuverie et de publicité »,. Environ 1 000 personnes (sur les quelque 5 000 participants) participent au concours de costumes. L'année suivante, le bal de la Hamilton Lodge prend fin, décrit par le New York Age avec le titre « Quinze personnes arrêtées par la police alors que les « fées » les excitent. ».